# 大两镇
大两镇，原为大两乡，是中华人民共和国四川省广元市旺苍县下辖的一个乡镇级行政单位。2020年5月，撤销大两乡、万山乡，设立大两镇，以原大两乡和原万山乡长征村、星光村、檬溪村、菊花村、云雾村、万里村和五权镇旭光村所属行政区域为大两镇的行政区域。

## 行政区划
大两镇下辖以下地区：
新华村、四方村、幸福村、永新村、德山村、大河村、保卫村、金光村、嘉陵村、复兴村和战斗村。